# Gheorghe Volcovinschi
Gheorghe Volcovinschi (n. 16 iunie 1933, Vișeu de Sus – d. 15 aprilie 2019, Baia Mare) a fost un inventator român născut la Vișeu de Sus, județul Maramureș.
Profesor Universitar,Doctor Inginer, Seful catedrei de stiinta si ingineria materialelor   S-a nascut la 16 iunie 1933 in orasul Viseu de Sus, județul Maramures, ca fiu al lui Gheorghe si Maria Volcovinschi, de profesie muncitori. Cursurile scolii primare le-a facut in orasul natal, iar cele liceale la Liceul “Dragos-Voda” din Sighetu Marmatiei.In anul 1953 incepe cursurile Facultatii de Mecanica Transporturilor din cadrul Institutului Politehnic din Cluj-Napoca.
Dupa efectuarea stagiului militar 1957, a lucrat ca proiectant, mecanic si apoi chimist la Exploatarea Miniera din Baia-Borsa iar din anul 1959 la Centrul de Cercetari Miniere din Baia Mare.
In paralel cu activitatea profesionala, incepand cu anul 1960 a urmat cursurile Facultatii de Chimie Industriala, Specializarea Tehnologia substantelor anorganice din cadrul Institutului Politehnic din Bucuresti, pe care le absolva in anul 1965. Dintre renumitii profesori pe care i-a avut amintim : academician prof. dr. doc. Ing. C.D. Nenitescu la Chimie; academician prof. dr. ing. Emil Bratu la Procese, aparate si utilaje in industria chimica etc.
Dupa terminarea facultatii, a lucrat in calitate de cercetator stiintific in domeniul valorificarii substantelor minerale utile si metalurgice, parcurgand toate treptele de avansare, de la simplu cercetator pana la cercetator stiintific gradul I.
In perioada 1970-1971 a efectuat un curs de specializare in domeniul ergonomiei, pe care l-a terminat cu diploma de specialist in ergonomie. A infiintat un laborator de cercetari ergonomice la Combinatul Chimico-Metalurgic din Baia Mare in 1972, unde a lucrat in calitate de coordonator.
Pe parcursul activitatii din cercetare a realizat numeroase lucrari, unele cu aplicabilitate imediata, iar altele au fost obiectul mai multor propuneri de inventii, publicate in reviste de specialitate, prezaentate la simpozioane, congrese etc.
Ca urmare a laborioasei activitati stiintifice a obtinut titlul academic de Doctor inginer la Facultatea de Stiinta si Ingineria Materialeleor, Universitatea Politehnica Bucuresti, 1991, cu lucrarea „Studii si cercetari privind fundamentarea teoretica si practica a unor tehnologii durabile de valorificare complexa a materiilor prime minerale cu continut de sulfuri” care a avut la baza 60 de inventii proprii.
In anul 1992 a ocupat pe baza de concurs postul de conferentiar, iar in 1998 postul de profesor universitar la Facultatea de Mine si Metarlugie din cadrul Universitatii de Nord Baia Mare.
- Cercetări pentru realizarea unei tehnologii ecologice de valorificare a unor materii prime cu conținut de metale grele, rare și prețioase
- Cercetări privind realizarea unei tehnologii de tratare a cărbunilor pentru concentrare și ardere cu poluare redusă, cu valorificarea complexă a cenușilor
- Cercetări privind realizarea unei tehnologii de obținere a cimentului cu activitate ridicată și poluare redusă
- Cercetări privind realizarea unor microcentrale electrice;-
- Cercetări privind realizarea unor instalații pentru irigat și obținerea de energie electrică
- Cercetări privind realizarea unor tehnologii unitare de prelucrare a materiilor prime minerale (minereuri oxidice, minereuri sulfuroase, minereuri complexe, concentrate, subproduse), făra reactivi toxici cu consum minim de energie, cu poluare redusă sau fără poluare
- Cercetări privind realizarea unor instalații de granulare a materialelor prime minerale
- Cercetări privind realizarea unor instalații pentru obținerea de materiale de construcții din deșeuri minerale și celulozice etc.

Pe bază de contract, în ultimii ani a realizat lucrări de cercetare în direcții stringente, cum ar fi: 
Cercetări privind stabilirea unei tehnologii combinate pentru valorificarea minereurilor complexe greu prelucrabile și a concentratelor cu conținut ridicat de impuritati –Regia Plumbului si Zincului Baia Mare 1992 
Cercetări privind stabilirea unei tehnologii de prelucrare a concentratelor complexe prin activare, separare și valorificare complexă fără reactivi toxici, E.M. Baita Bihor 1992 etc. 
Studii si cercetări privind metode, materiale, utilaje si tehnologiile pentru valorificarea hidrometalurgica a materiilor prime minerale – Ministerul Învatamantului 1993 
Stabilirea tehnologiei de valorificare hidrometrică a concentratelor complexe – Sucursala Minieră Baia-Mare Vest 1994;
În domeniul valorificarii materiilor prime minerale: 
Tehnologie și instalație de prelucrare a minereurilor complexe oxidice 107422/1993 
Tehologie de prelucrare a concentratelor impurificate- 10978/1993 
Tehnologie de prelucrare a concentratelor colective cu continut de metale grele, rare si pretioase – 100066/1994, 1711/1994 Tehnologie si instalatie de prelucrare a piritelor – 109868/1995 
Tehnologie și instalatie pentru granularea materiilor prime – 0023/1995 
Tehnologie și instalatie pentru granularea și solubilizarea minereurilor – 0048/1995. 
Tehnologie și instalatie pentru prelucrarea nisipurilor, minereurilor si sterilelor – 0023/1995 
Tehnologie de granulare a materialelor – 0023/1995 
Tehnologie și instalatie de prelucrare a concentratelor de plumb-cupru-zinc-pirită – 110068/1997 
Tehnologie de valorificare a concentratelor cuproase – 0076/2001 
Tehnologie de preparare, desulfurare și ardere a carbunilor cu valorificarea cenușilor – 0076/2001 
Tehnologie de preparare și ardere a unor materiale celulozice – 0076/2001 
Generator pentru obtinerea energiei electrice 808/2002

În domeniul materialelor de construcții: 
Tehnologie de obținere a materialelor de construcții din deșeuri minerale și celulozice – 0076/2001 
Tehnologii de obținere a unei substante pentru ignifugarea și funigicizarea materialelor lemnoase – 76/2001 
Tehnologie de obținere a cimentului ecologic – 706/2001;
În domeniul antipoluare: 
Tehnologie de tratare recuperatica a gazelor reziduale cu conținut de praf și bioxid de sulf – 106382/1998 
Tehnologie de tratare recuperativa a apelor reziduale cu continut de metale grele – 106383/1998 
Tehnologie durabilă de valorificare a elementelor utile din materii prime minerale – 0076/2001
În domeniul agricol: 
Instalație pentru irigat și obținerea energiei electrice – 0075/2001 
Materiale cu proprietăți magnetice pentru agricultură – 2001.In domeniul medical: 
Aparate pentru stimularea reflexogenă, bioenergetică și vasculară – 1315/2001 
Aparat pentru transportul soluțiilor prin membrane (seringă fără ac) – 1316/2001."

## Opera științifică
1. Gheorghe Volcovinschi,(2004). "Cercetări Invenții Tehnologii"-Valorificarea resurselor minerale, Baia-Mare
BIBLIOGRAFIE
1. Preluat parțial de pe site-ul Volcovinschi Gheorghe Arhivat în 30 septembrie 2008, la Wayback Machine. cu acordul autorului acestui site'
2.Constantin Toni Dârțu (2002). "PERSONALITĂȚI ROMÂNE ȘI FAPTELE LOR" 1950-2000, ED. Pan Europe, Iași, pag. 288-298

## Galerie imagini

Gheorghe Volcovinschi, tatăl inventatorului Dr.Ing. Gheorghe Volcovinschi
Gheorghe Volcovinschi și familia sa Maria Volcovinschi (lângă dânsul), surorile: Axenia, Maria și Ileana (de la stânga la dreapta)